# Hamacantha tibicen
Hamacantha tibicen är en svampdjursart som först beskrevs av Schmidt 1880.  Hamacantha tibicen ingår i släktet Hamacantha och familjen Hamacanthidae.
Artens utbredningsområde är Grenada. Inga underarter finns listade i Catalogue of Life.